# ジェファーソン郡 (イリノイ州)

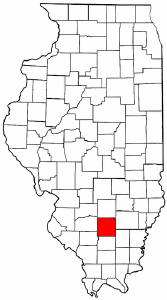
イリノイ州内の位置

ジェファーソン郡（Jefferson County）は、アメリカ合衆国イリノイ州にある郡である。人口は約3万8350人（2015年推計）。郡庁所在地はマウントバーノンである。

## 地理
アメリカ合衆国統計局によると、この郡は総面積1,512 km2 (584 mi2) である。このうち1,479 km2 (571 mi2) が陸地で33 km2 (13 mi2) が水地域である。総面積の2.19%が水地域となっている。

### 隣接する郡
- マリオン郡（北）
- ウェイン郡（北東）
- ハミルトン郡（南東）
- フランクリン郡（南）
- ペリー郡（南西）
- ワシントン郡（西）

## 人口動静
2000年の国勢調査で、この郡は人口40,045人、15,374世帯、及び10,561家族が暮らしている。人口密度は27/km2 (70/mi2) である。11/km2 (30/mi2) の平均的な密度に16,990軒の住宅が建っている。この郡の人種的な構成は白人89.87%、アフリカン・アメリカン7.83%、先住民0.21%、アジア0.47%、太平洋諸島系0.01%、その他の人種0.45%、及び混血1.16%である。ここの人口の1.33%はヒスパニックまたはラテン系である。
この郡内の住民は24.20%が18歳未満の未成年、18歳以上24歳以下が8.80%、25歳以上44歳以下が28.40%、45歳以上64歳以下が23.30%、及び65歳以上が15.30%にわたっている。中央値年齢は38歳である。女性100人ごとに対して男性は104.10人である。18歳以上の女性100人ごとに対して男性は104.10人である。
この郡の世帯ごとの平均的な収入は33,555米ドルであり、家族ごとの平均的な収入は41,141米ドルである。男性は34,089米ドルに対して女性は21,015米ドルの平均的な収入がある。この郡の一人当たりの収入 (per capita income) は16,644米ドルである。人口の12.30%及び家族の9.10%は貧困線以下である。全人口のうち18歳未満の14.00%及び65歳以上の11.80%は貧困線以下の生活を送っている。

## 都市及び町
- マウントバーノン（郡庁所在地）
- Belle Rive
- Bluford
- Bonnie
- Dix
- Ina
- Nason
- Waltonville
- Woodlawn